# 黄小同
黄小同（1948年—），汉族，中华人民共和国政治人物、第十一届全国政协委员。
加入中国共产党，担任中共中央党史研究室原室务委员、秘书长。2008年，当选第十一届全国政协委员，代表社会科学界，分入第三十三组。并担任文史和学习委员会专委。